# Визиця
Ви́зиця (болг. Визица) — село в Бургаській області Болгарії. Входить до складу громади Малко-Тирново.

## Населення
За даними перепису населення 2011 року у селі проживали 66 осіб.
Національний склад населення села:
| Національність   | Кількість осіб | Відсоток |
| ---------------- | -------------- | -------- |
| цигани           | 36             | 78,3%    |
| болгари          | 8              | 17,4%    |
| Всього відповіли | 46             |          |

Розподіл населення за віком у 2011 році:
Динаміка населення: